# Йосиф Буреш (фотограф)
Вижте пояснителната страница за други личности с името Йосиф Буреш.
Йосиф Буреш (на чешки: Josef Bureš) е чешки фотограф.

## Биография
Роден е през 1845 г. в Прага, Австрийска империя, където учи фотография, а след това специализира цинкография и фототехника във Виена при фотографа Лансхалт.
По българските земи пристига за първи път като военен фотограф по време на Руско-турската война (1877-1878). Предполага се, че неговият брат, който е капелмайстор в руската армия, му съобщава, че се търси фотограф от щаба на руската армия. Зачислен е към щаба на ген. Йосиф Гурко. Присъства на обсадата на Плевен, неговите фотографии са отпечатани като гравюри в руското списание „Нива“.
След войната се завръща в Прага, жени се за Анна Новакова през 1880 г.
Временното руско управление на Княжество България го кани през 1881 г. да ръководи фотоцинколографската служба в Държавната печатница в София. Работи в частните фотоателиета на братя Карастоянови, Тома Хитров и др. Заедно с Тома Хитров откриват фотоателието „Славянска светлописница“, по-късно преименувано на „Славянска фотография“, което работи до 1885 г. След това купува фотоателие от чеха Валебин. То изгаря през 1898 г. От 1920 г. е назначен за фотограф в Държавната печатница, а 4 месеца след това – за ръководител на фотомеханическото отделение. Включва се активно в културния живот на софийските чехи.
Той е сред основателите на дружеството „Чех“. Умира в София на 20 декември 1921 г.
Негови синове са зоологът акад. Иван Буреш и просветният и физкултурен деец Йосиф Буреш. Документи, свързани с живота му, се съхраняват във фонд 218К (на Иван Буреш) в Научния архив на Българската академия на науките.

## Фотографии
Една от най-известните фотографии на Йосиф Буреш е от първия масов поход до Черни връх, организиран от Алеко Константинов на 28 август 1895 г. Друга известна снимка е на Петко Славейков и Петко Каравелов в цял ръст.
По време на бомбардировките на София през 1944 г. много снимки на Йосиф Буреш са унищожени.